# Magnolia carsonii
Magnolia carsonii là một loài thực vật có hoa trong họ Magnoliaceae. Loài này được Dandy ex Noot. mô tả khoa học đầu tiên năm 1987.